# 田宗武
田宗武（1970年7月—），土家族，湖南省花垣县人，中华人民共和国政治人物。

## 生平
1970年7月，田宗武出生在湖南省湘西土家族苗族自治州花垣县。
田宗武曾出任花垣县财政局党组书记、局长。2017年7月，田宗武出任湖南湘西国家农业科技园区党工委书记。2019年5月，田宗武出任花垣县人民政府副县长。2021年10月，田宗武升任花垣县人大常委会主任。

### 落马
2023年2月4日，田宗武涉嫌“严重违纪违法”接受湘西土家族苗族自治州纪委监委纪律审查和监察调查。

## 荣誉奖项
2021年4月30日，中共湖南省委、省政府授予田宗武“湖南省脱贫攻坚先进个人”称号。